# 第一次戦略兵器制限交渉
第一次戦略兵器制限交渉（だいいちじせんりゃくへいきせいげんこうしょう、英語: Strategic Arms Limitation Talks 1、SALT I）は、アメリカとソ連との間で行われた、互いの核兵器の数を制限する交渉、およびその結果締結された軍備制限条約のこと。
冷戦期において、米ソ両国は核兵器の開発・生産競争を行っていた。しかし、軍備増強に歯止めが必要となったことから、両国は核兵器運搬手段に関しての制限交渉を行うこととなった。1969年よりヘルシンキで交渉が開始された。1972年5月に交渉は妥結し、モスクワで調印が行われた。
ただし、これは両国の保有する弾道ミサイルの数量を追認し、追加を行わない軍備管理を規定したのみで、核弾頭のMIRV化、その数量などに対する制限はなく、ミサイル数もソ連の方が多いものであった。
両国のミサイル保有制限数
アメリカ: ICBM - 1,000基、SLBM - 710基
ソ連: ICBM - 1,410基、SLBM - 950基
このため、両国は引き続き、MIRVの制限も加えた第二次戦略兵器制限交渉に入ることとなった。なお、SALT Iと同時に弾道弾迎撃ミサイル制限条約も調印されている。